# For Life (serial telewizyjny)
For Life – amerykański serial telewizyjny (dramat prawniczy, kryminał) wyprodukowany przez Channel Road Productions, G-Unit Film & Television, Doug Robinson Productions, ABC Studios, ABC Signature oraz Sony Pictures Television Studios, którego twórcą jest Hank Steinberg. Serial był oryginalnie emitowany od 11 lutego 2020 roku na ABC.

## Fabuła
Serial opowiada o Aaronie Wallace, niewinnie skazanym, który w więzieniu zostaje prawnikiem. Mężczyzna pomaga niewinnie skazanym, ale stara się unieważnić wyrok za przestępstwo, którego nie popełnił.

## Obsada
- Nicholas Pinnock jako Aaron Wallace
- Indira Varma jako Safiya Masry
- Joy Bryant jako Marie Wallace
- Mary Stuart Masterson jako Anya Harrison
- Dorian Crossmond Missick jako Jamal Bishop
- Tyla Harris jako Jasmine Wallace
- Glenn Fleshler jako Frank Foster
- Boris McGiver jako Glen Maskins
- Timothy Busfield jako Henry Roswell

## Odcinki
| Sezon | Odcinki | Oryginalna emisja w ABC | Oryginalna emisja w ABC |
| Sezon | Odcinki | Premiera sezonu         | Finał sezonu            |
| ----- | ------- | ----------------------- | ----------------------- |
| 1     | 13      | 11 lutego 2020          | 12 maja 2020            |
| 2     | 10      | 18 listopada 2020       | 24 lutego 2021          |

### Sezon 1 (2020)
| #  | Tytuł                 | Reżyseria           | Scenariusz                    | Premiera w ABC   |
| -- | --------------------- | ------------------- | ----------------------------- | ---------------- |
| 1  | Pilot                 | George Tillman, Jr. | Hank Steinberg                | 11 lutego 2020   |
| 2  | Promises              | Russell Fine        | Hank Steinberg                | 18 lutego 2020   |
| 3  | Brother's Keeper      | Russell Fine        | Hank Steinberg                | 25 lutego 2020   |
| 4  | Marie                 | Charles Martin      | Sonay Hoffman                 | 10 marca 2020    |
| 5  | Witness               | Guillermo Navarro   | Hank Steinberg                | 17 marca 2020    |
| 6  | Burner                | Guillermo Navarro   | Eric Haywood                  | 24 marca 2020    |
| 7  | Do Us Part            | Russell Fine        | Hank Steinberg & Garen Thomas | 31 marca 2020    |
| 8  | Daylight              | Russell Fine        | David Feige                   | 7 kwietnia 2020  |
| 9  | Buried                | Erica Watson        | Hope Mastras                  | 14 kwietnia 2020 |
| 10 | Character and Fitness | Jann Turner         | Zach Calig                    | 21 kwietnia 2020 |
| 11 | Switzerland           | Darnell Martin      | Karen Struck                  | 28 kwietnia 2020 |
| 12 | Closing Statement     | Debs Paterson       | Lee Edward Colston II         | 5 maja 2020      |
| 13 | Fathers               | Hank Steinberg      | Hank Steinberg                | 12 maja 2020     |

## Produkcja
11 maja 2019 roku stacja ABC zamówiła pierwszy sezon, który zadebiutuje w sezonie telewizyjnym 2019/2020.
16 czerwca 2020 roku stacja ABC potwierdziła produkcję drugiego sezonu.